# Nușfalău, Sălaj

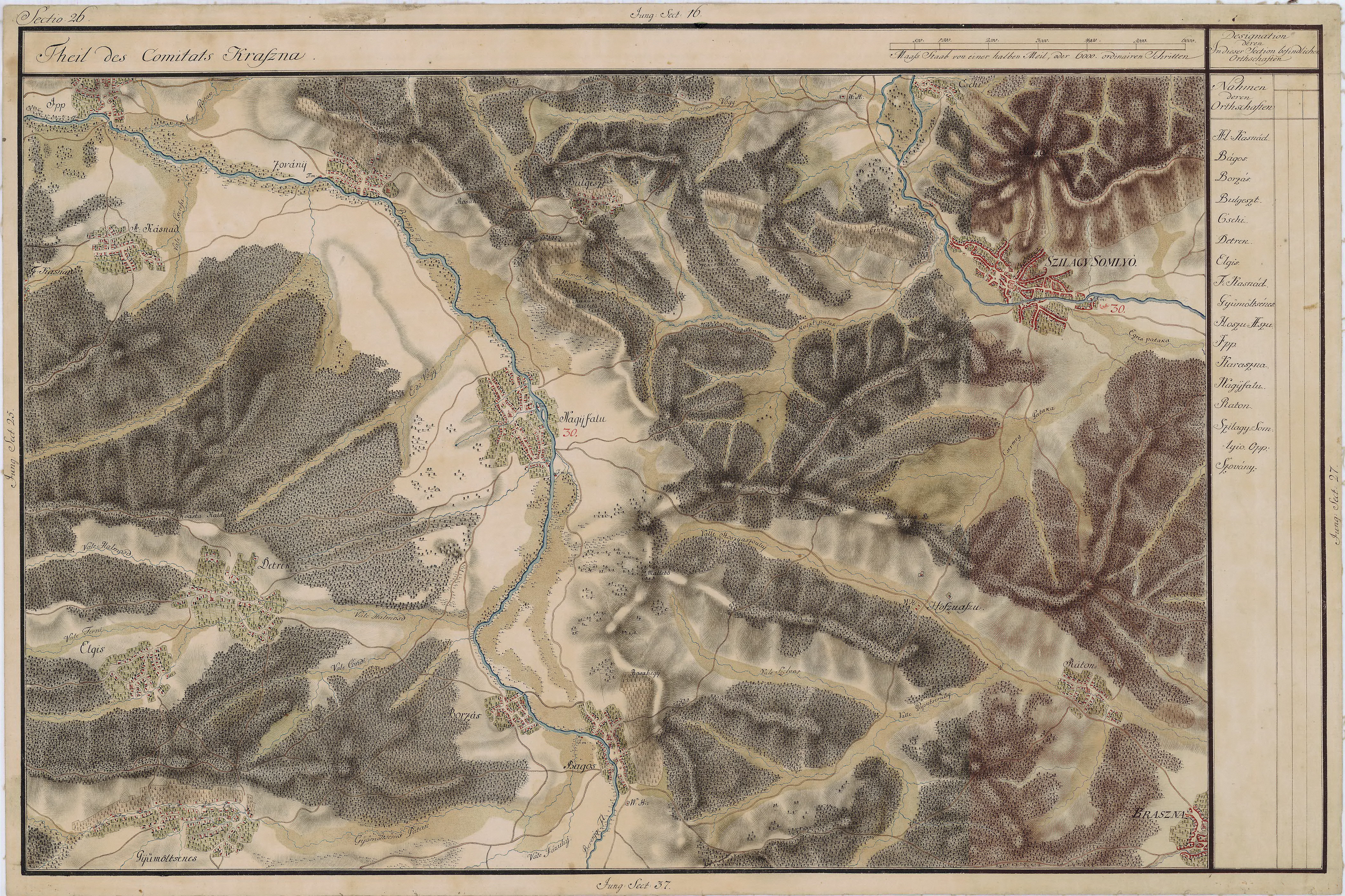
Nușfalău în Harta Iosefină a Transilvaniei, 1769-1773

Nușfalău (în maghiară Szilágynagyfalu, colocvial Nagyfalu) este satul de reședință al comunei cu același nume din județul Sălaj, Transilvania, România.

## Clădiri istorice
- Castelul Bánffy, construit la sfârșitul sec. al XVIII-lea [2]
- Biserica Reformată (1450-1480) [2]